# Politisk brottslighet
Politisk brottslighet eller ideologiskt motiverade brott är brott som utförs med politiska eller ideologiska motiv. Politiska brott begås ofta av altruistiska skäl, till skillnad från konventionella brott som begås av privata (känslomässiga, ekonomiska), och med syfte att skapa en bättre värld och ett bättre liv för andra. De politiska brotten kan därför förklaras moraliskt av förövarna. De politiska brotten kan dock ha inslag av egoistiska skäl. Politisk brottslighet kan utföras som statsorganiserad brottslighet, när politikerna är i makthavande position, eller av personer utanför staten. Otillåten påverkan på demokratins företrädare av enskilda, som har enskilda och opolitiska motiv, kallas i stället rättshaveri.
Till politisk brottslighet hör exempelvis folkmord, brott mot de mänskliga rättigheterna, politiskt motiverat polisövervåld, olagliga experiment på människor, spionage, olaglig övervakning, statsterrorism, och terrorism. Det avser brott begångna av staten samt brott mot staten och enskilda av politiska skäl. Brott mot staten kan gälla mord på företrädare för staten (tyrannicid), attacker mot viktiga samhällsfunktioner, olagliga protester, vissa hatbrott, med mera. Propaganda, falsk angivelse, och falsk ryktesspridning, kan höra till de politiska brotten, liksom allmänfarliga brott om brotten är så motiverade. Brott som begås mot civilbefolkningen på grund av statens strukturella ordning, förs ofta till de politiska brotten, så våld mot kvinnor, religiös förföljelse, och rasdiskriminering.
Synen på politiskt betingade brott, deras eventuella nödvändighet eller legitimitet, kan variera bland politiska grupper och bland personer. Detta kan sättas i relation till den politiska rättvisan, att politiken syftar till att skapa rättvisa, men också graden av juridisk immunitet för politiker, som kan leda till att rättvisa aldrig skipas mot uppleva politiska brott begångna av staten. Vidare kan politiska brott legitimeras av de inblandade genom att de utgör ett led i en revolution, vars handlingar av nödvändighet strider mot den rådande ordningen och den rådande lagstiftningen vilken syftar till att bevara den föreliggande ordningen. På motsvarande sätt kan staters behov av att upprätthålla lag och ordning leda till att dissidenter fängslas såsom politiska fångar. Brott som högförräderi och landsförräderi, är vanligen politiska brott. Om en medborgare i ett land deserterar av politiska skäl, kan det definieras som politiskt brott och då kan personen ha rätt att betraktas som flykting.
Ett problem med bekämpningen av den politiska brottsligheten, sammanfaller med demokratins dilemma, huruvida pluralismen också ska omfatta dem som vill avskaffa den frihet som tillåter dem att verka, samt i vilken utsträckning tvångsmedel kan tillåtas i demokratins namn för att försvara sig från revolutioner. I många europeiska länder anses det förenligt med demokratin att förbjuda politisk extremism, som en inskränkning i åsiktsfriheten och yttrandefriheten. Sådant försvar av demokratin underkänns ibland från marxistiskt håll för att endast tjäna till att bevara det kapitalistiska systemet, varigenom situationer när klasskamp innebär lagbrott för somliga anses vara historiskt ofrånkomliga och nödvändiga. Från ett sådant synsätt, i synnerhet om brott förklaras med socioekonomisk marginalisering, är staters rättssystem ipso facto politiska brott som kriminaliserar de marginaliserades enda sätt att överleva. Också massmedia anses konstruera brottsdefinitioner, politiskt och kulturellt. I fall när den politiska ordningen omkastats vid en revolution, har media spelat en framträdande roll i att definiera vilka handlingar som är politiska brott och vilka som är politiskt nödvändiga. Efter lyckade revolutioner, som innefattat avrättningar av den tidigare ordningens makthavare, har media kommunicerat den nya ordningens damnatio memoriae över de avrättade. Efter oktoberrevolutionen i Ryssland kriminaliserades politiska brott, vilket avsåg brott mot den nya statsmakten, och därmed kontrarevolution, fall som avdömdes i tribunaler, jämför tjuvar i lagen.
I demokratier finns ett sammanfall mellan politisk brottslighet och politisk extremism. Det handlar då exempelvis om brott mot allmän ordning (inklusive hets mot folkgrupp), skadegörelse, våldsbrott, i några fall om ärekränkningsbrott, brott mot frihet och frid, vapenbrott, och allmänfarliga brott. Brott begångna av personer som tillhör extremistgrupper, är emellertid inte alltid politiskt motiverade. Det förekommer flera fall när brotten i extremistmiljöer saknar sådant sammanhang, exempelvis brott i nära relationer, narkotikabrott, och ordningsstörningar vid idrottsevenemang. Syftet med de brott som är politiskt motiverade kan vara att förhindra politiska motståndare att utöva demokratiska rättigheter, att förändra statsskicket, eller att tvinga makthavare att fatta ett visst beslut. Till den ideologiskt motiverade brottsligheten kan förutom politiska extremister på vänster- och högerfalangerna föras religiös extremism och djurrättsaktivism.